# Terminativ
Terminativ är i den grammatiska morfologin det kasus som anger en gräns i tid och rum och även för att förmedla mål och mål av handling. Kasuset finns bland annat i ungerskan, estniskan och basjkiriskan. Svenskan saknar terminativ men kan använda prepositionerna till, i och meningen så långt som före huvudordet som står i bestämd form, till exempel Från två till fem, jag har levt i femtio år respektive Det är så långt som tvåhundra mil till Göteborg.

## Terminativ i olika språk

### Terminativ i estniska
I estniskan böjs terminativet med suffixet -ni, till exempel jõeni (till floden/så lång som floden), kella kuueni (till klockan sex).

### Terminativ i ungerska
I ungerskan böjs terminativ alltid med suffixet -ig, till exempel:
- en házig (så långt som huset)
- hatt óráig/hatig (till klockan sex)

Om det beskriver tid så kan det också visa hur länge åtgärden varar:
- hat óráig (i sex timmar/sex timmar långt)
- száz evig (i hundra år)

Det är inte alltid så lätt att veta om terminativordet hör till en fråga eller inte:
- En koncertig maradtam (jag stannade till konserten [här är det troligt att person stannade tills konserten öppnade])
- Mondj egy számot 1-től 10-ig! (säg ett nummer från 1 till 10)

Motsvarande frågeord i terminativ är meddig? som kommer av nominativet mi? (vad?).